# بوينغ لويال وينجمان
بوينغ لويال وينجمان هي طائرة دون طيار خفية تحت التطوير من قبل شركة بويتغ فرع أستراليا لأداء مهام مستقلة باستخدام الذكاء الاصطناعي.
ستكون الطائرة أول طائرة مقاتلة تم تصميمها وتطويرها في أستراليا منذ أكثر من نصف قرن.